# 阿瑟鎮區 (明尼蘇達州卡內貝克縣)
阿瑟鎮區（英語：Arthur Township）是位於美國明尼蘇達州卡內貝克縣的一個行政鎮區。

## 歷史
阿瑟鎮區於1883年設立，得名自美國第二十一任總統切斯特·艾伦·阿瑟。

## 地方資料
阿瑟鎮區的面積為78.74平方千米，當中陸地面積為75.17平方千米，而水域面積為3.56平方千米。根據2020年美國人口普查的數據，當地共有人口1771人，而人口密度為每平方千米22.49人。